# Molen van Rolde
De Molen van Rolde is een korenmolen in het Drentse Rolde.
De molen werd in 1873 gebouwd en is enkele malen gerestaureerd. Alhoewel de molen op een verhoging ligt is hij door het ontbreken van een inrit geen beltmolen, maar een grondzeiler op een heuveltje. De molen is gelegen aan een van de brinken van Rolde. Het wiekenkruis, waarvan de roeden een lengte van 19,10 (binnenroede) en 18,98 (buitenroede) meter hebben, is uitgerust met het Systeem van Bussel en zeilen. De molen is voorzien van twee koppels maalstenen en een kammenluiwerk. De molen heeft geen officiële naam, maar wordt doorgaans met de Molen van Rolde aangeduid.

## Herstel
Bij herstelwerkzaamheden in 2007 bleek, dat de gietijzeren bovenas dermate veel scheuren vertoonde, dat draaien te gevaarlijk werd bevonden. In oktober 2008 is begonnen met het vervangen van deze as door een nieuw gegoten exemplaar. Het hele gevlucht is van de molen getakeld. Dit bood tevens de gelegenheid om noodzakelijk schilderwerk en andere onderhoudswerkzaamheden aan de molen te verrichten.